# Čachnov

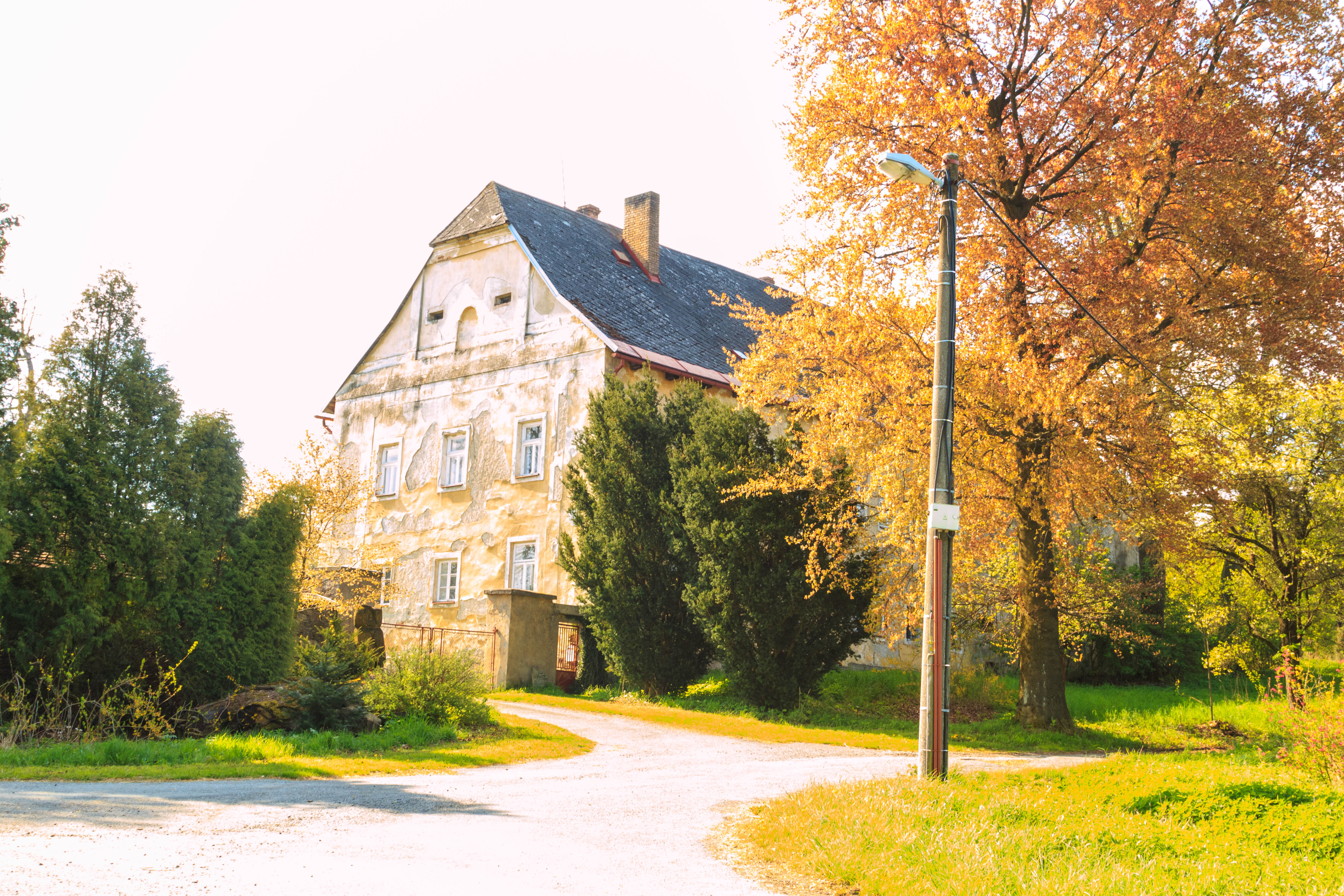
Ehemaliges Jagdschlösschen

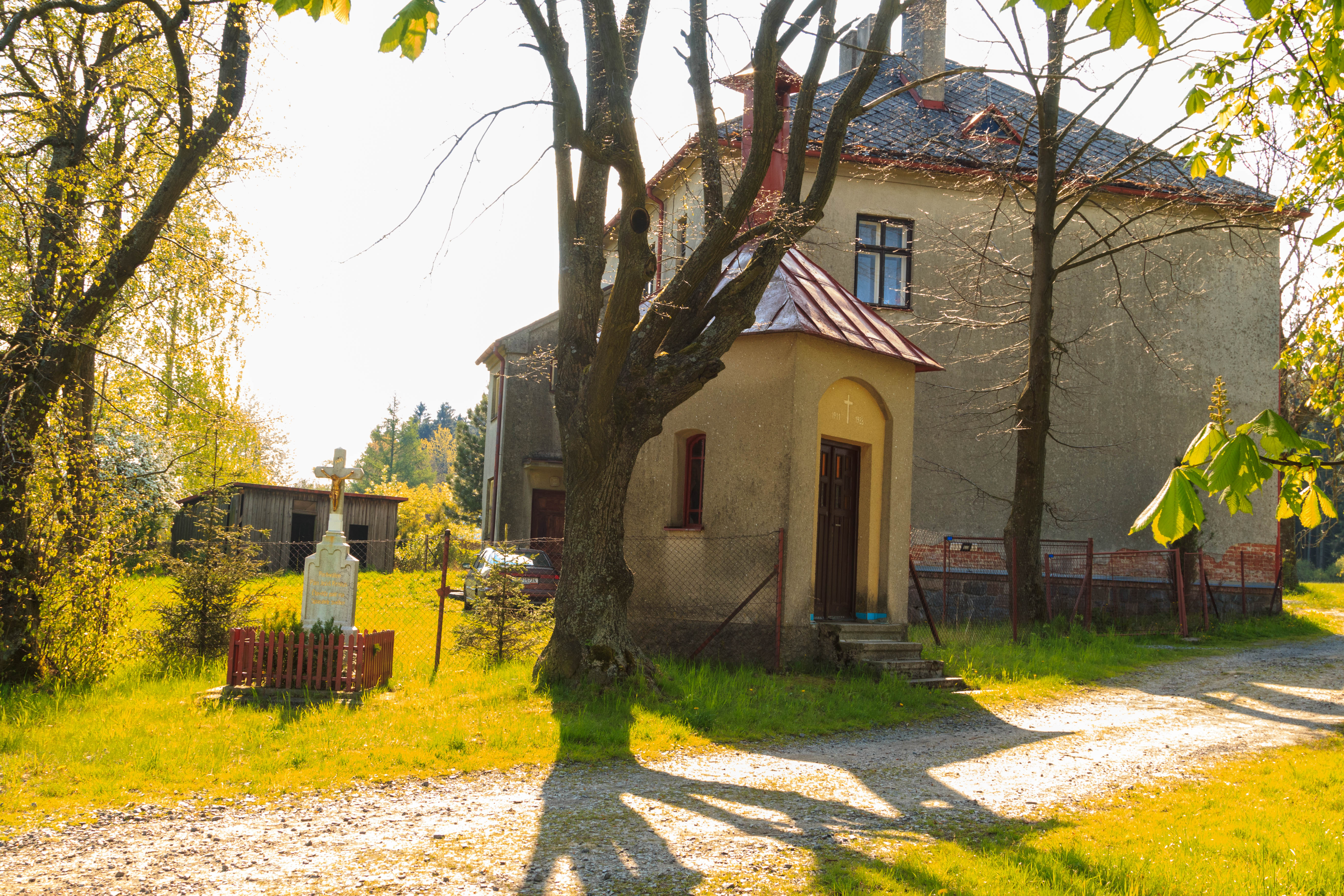
Kapelle

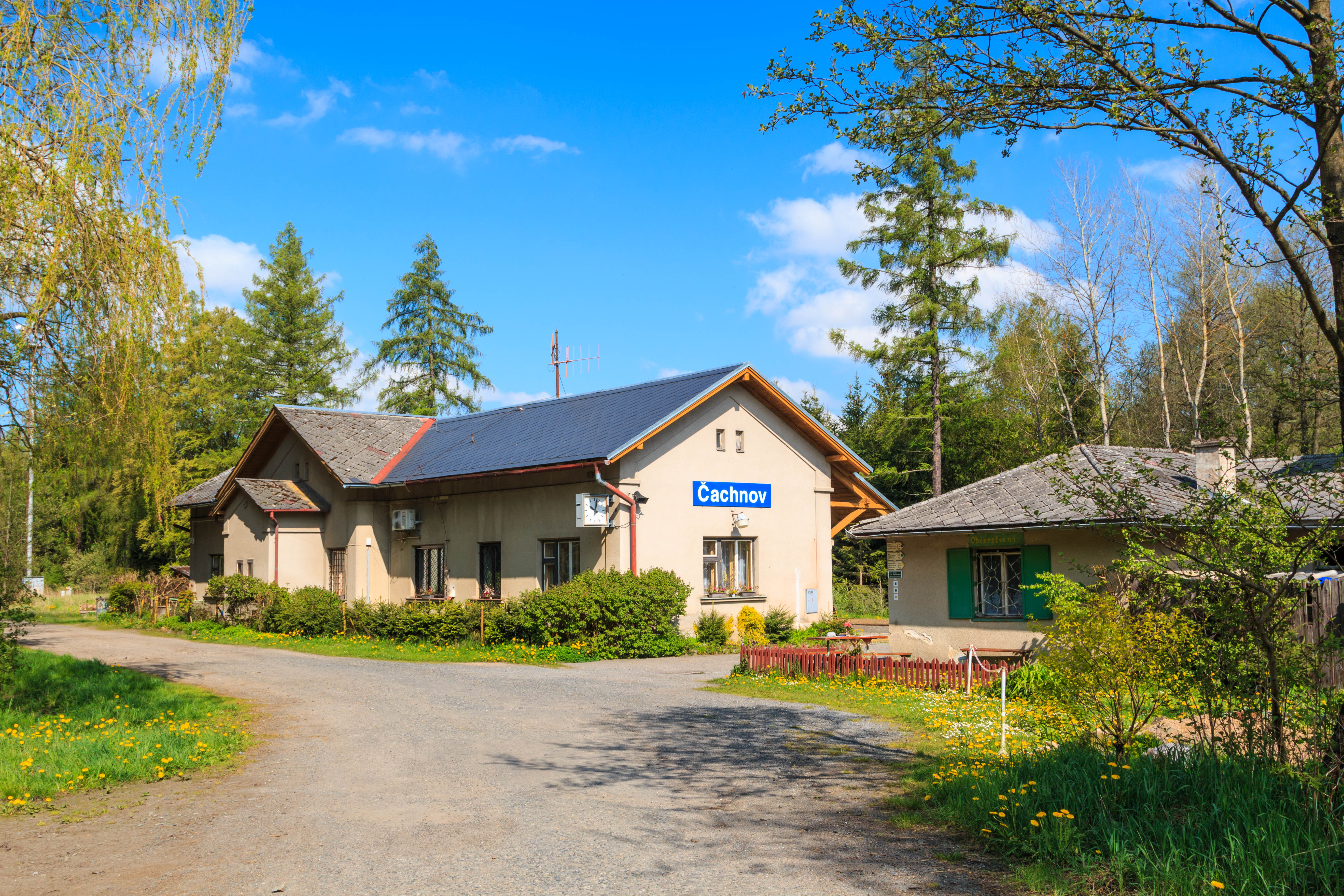
Bahnstation

Čachnov (deutsch Czachnow, 1939–45 Tschachnau) ist ein Ortsteil der Gemeinde Krouna in Tschechien. Er liegt fünf Kilometer nordöstlich von Svratka und gehört zum Okres Chrudim.

## Geographie
Čachnov befindet sich an einem linken Zufluss zum Bach Čachnovský potok im Norden der Saarer Berge (Žďárské vrchy) im Landschaftsschutzgebiet CHKO Žďárské vrchy. Gegen Süden und Westen erstreckt sich das ausgedehnte Waldgebiet des Karlsteiner Forstes. Nördlich des Dorfes verläuft die Bahnstrecke Svitavy–Žďárec u Skutče. Im Südosten erheben sich die Bukovina (756 m n.m.) und der Spálený kopec (766 m n.m.), südlich der Bubnovaný kopec (780 m n.m.) und der Karlštejn (783 m n.m.), im Südwesten die Otava (735 m n.m.) und der U Oběšeného (737 m n.m.) sowie im Westen der Kořenný kopec (667 m n.m.). 
Nachbarorte sind Porostliny und Pec im Norden, Pustá Kamenice, Radčany und Na Kopci im Nordosten, Ruda im Osten, Damašek, Pustá Rybná, Březiny und České Milovy im Südosten, Karlštejn, Naděje und Česká Cikánka im Süden, Svratouch und Paseky im Südwesten, Kameničky und Filipov im Westen sowie Bahna, Humperky, Fortna, Krouna und Pleskotka im Nordwesten.

## Geschichte
Die Siedlung Čachnov wurde zu Beginn des 18. Jahrhunderts bei einem zur Herrschaft Richenburg gehörigen Eisenhammer gegründet. Philipp Graf Kinský ließ 1770 in Čachnov ein barockes Jagdschlösschen mit Tiergarten erbauen, das bereits kurze Zeit später mit der Fertigstellung des Schlosses Karlštejn stark an Bedeutung verlor. Im Jahre 1789 standen in Čachnov 25 Häuser; das Dorf war Sitz eines Rychtář, dem auch das Dorf Ruda unterstand. 
Der neue Besitzer der Herrschaft, Karl Alexander von Thurn und Taxis, ließ 1827 den Tiergarten aufheben und das Jagdschlösschen zum Forsthaus umgestalten. Čachnov wurde der Sitz eines der fünf herrschaftlichen Forstreviere, das nach der neuen Forstorganisation von 1830 die mit Abstand größte Forststrecke der Herrschaft – den Čachnower oder Karlsteiner Wald (6656 Joch 1167 Quadratklafter) – bewirtschaftete.
Im Jahre 1835 bestand das im Chrudimer Kreis gelegene Dominikaldorf Čachnow aus 20 Häusern, in denen 126 Personen lebten. Im Ort gab es ein herrschaftliches Forsthaus sowie die Gebäude des aufgehobenen Meierhofes mit einer Baumschule und einem Schießhaus. Pfarrort war Wüst Kamenitz. 1843 hatte das Dorf 119 Einwohner. Bis zur Mitte des 19. Jahrhunderts blieb Čachnow der Herrschaft Richenburg untertänig.
Nach der Aufhebung der Patrimonialherrschaften bildete Čachnov ab 1849 mit dem Ortsteil Ruda eine Gemeinde im Gerichtsbezirk Hlinsko. Ab 1868 gehörte die Gemeinde zum politischen Bezirk Chrudim. 1869 hatte Čachnov 114 Einwohner und bestand aus 18 Häusern. 1897 wurde die Lokalbahn Zwittau–Polička bis nach Skutsch verlängert; zu Beginn des 20. Jahrhunderts entstand die Bahnstation Čachnov. Im Jahre 1900 lebten in Čachnov 142 Personen, 1910 waren es 165. Nach der Gründung der Tschechoslowakei 1918 wurde in Čachnov eine Schule gebaut. Zu dieser Zeit errichtete das Unternehmen Josias Eissler & Söhne in Čachnov ein großes Sägewerk. 1930 hatte Čachnov 339 Einwohner. 1949 wurde die Gemeinde dem Okres Polička zugeordnet, seit 1961 gehört sie wieder zum Okres Chrudim. Am 1. Januar 1976 erfolgte die Eingemeindung nach Krouna. Am 24. Juni 1995 rollten drei vollbeladene Güterwaggons von der Bahnstation Čachnov auf die stark abschüssige Bahnstrecke in Richtung Krouna, wo sie beim Haltepunkt Krouna mit einem entgegenkommen Personenzug zusammenstießen; bei dem Zugunglück von Krouna starben 19 Personen. Beim Zensus von 2001 lebten in den 35 Häusern von Čachnov 71 Personen.

## Ortsgliederung
Die Ortsteile Čachnov und Ruda bilden den Katastralbezirk Čachnov.

## Sehenswürdigkeiten
- Ehemaliges Jagdschlösschen Čachnov, es dient heute als Wirtschaftsgebäude der Ostböhmischen Staatsforsten.
- Kapelle